# Antigos Alcáceres de Uadane, Chingueti, Tichite e Ualata
Os antigos alcáceres de Uadane, Chingueti, Tichite e Ualata, na Mauritânia são cidades fundadas nos séculos XI e XII para responder às necessidades das caravanas que atravessavam o Saara. De centros comerciais e religiosos tornar-se-iam baluartes da cultura islâmica, testemunhos dum modo de vida tradicional, centrado na cultura nómada, das populações do Saara Ocidental. Nelas se encontra especialmente bem conservado um tecido urbano elaborado entre os séculos XII e XVI, com as suas casas com pátio interior fechando-se em ruelas estreitas, em redor de mesquitas com minaretes quadrados.
O conjunto de quatro cidades-gémeas foi inscrito pela UNESCO, em 1996, na lista dos monumentos que são Património da Humanidade. Localizadas no maciço de Adrar, que atravessa a Mauritânia, entre os desertos de Majabat El Koubra e de Aucar, Uadane e Chingueti encontram-se a norte, Tichite e Ualata a sueste. Estas cidades, que já foram prosperas, sobrevivem com muitas dificuldades, não só pela mudança radical das rotas comerciais, mas principalmente pelo avanço das areias do deserto.